# VP8
VP8是一個開放的影像壓縮格式，最早由On2 Technologies開發，隨後由Google釋出。同時Google也釋出了VP8編碼的實作函式庫：libvpx，以BSD授權條款的方式發行，隨後也附加了專利使用權。而在經過一些爭論之後，最終VP8的授權確認為一個開放原始碼授權。
目前支援VP8的網頁瀏覽器有Opera、Firefox和Chrome。

## 發展歷史
VP8編碼的開發從2008年9月13日開始，目的是要取代舊有的VP7編碼格式。Google在2010年收購了On2之後，各界便呼籲Google釋出VP8的原始碼，在2010年3月12日，自由軟體基金會發表了一個公開信，希望Google能夠逐漸的以HTML5和開放的VP8，取代YouTube目前使用的Adobe Flash Player和H.264。
2010年5月19日，Google在Google I/O年會上，以BSD授權條款的釋出了VP8編碼軟體，VP8的位元流格式則是以不可撤回的免費專利使用權釋出。VP8也成為第二個On2 Technologies以開放原始碼方式釋出的編碼產品，前一個是捐贈給Xiph.Org基金會的VP3，隨後成為了影像編碼格式Theora。
2013年3月，Google與MPEG LA達成協議：Google取得VP8可能受影響的專利授權，同時Google也可以再次授權給VP8的使用者。

## 實作

### 編碼
目前VP8只能透過libvpx來進行編碼，而Google聘用了FFmpeg的開發者Ronald Bultje來開發基於x264架構的VP8編碼器，稱為xvp8，將來釋出後會整合在x264中。而芬蘭的WebM硬體開發團隊則是釋出了暫存器轉換階層（Register transfer level）的VP8硬體編碼器，提供給半導體製造商免費使用。

### 解碼
libvpx可以解碼VP8的影像，在2010年7月23日，FFmpeg的開發者Jason Garrett-Glaser、Ronald Bultje和David Conrad發佈了名為ffvp8的VP8解碼器，測試結果顯示ffvp8比Google自己的libvpx解碼器效能更佳。另外WebM專案的硬體團隊也有釋出暫存器轉換階層（Register transfer level）的硬體解碼器，同樣是免費使用。

## 相關格式

### WebM
WebM專案和VP8同時在2010年5月19日發表，Mozilla、Opera、Google和其他40多家廠商共同協助發展，目的是讓VP8成為HTML5的影像格式。WebM為一個容器格式，影像部份使用VP8，聲音格式則是使用Vorbis。Internet Explorer 9可以透過安裝解碼器支援WebM影像，行動作業系統Android則是在2.3版（Gingerbread）之後支援WebM。Adobe也宣佈會在將來的Flash Player中支援VP8影像的播放。

### WebP
在2010年9月30日，Google發佈了WebP，是以VP8編碼為基礎的圖片檔案格式，目的是取代現有的JPEG，作為網路圖片的傳輸使用，使用的容器格式為Resource Interchange File Format（RIFF）。

## 和H.264的比較
H.264是目前使用最多的網路影像編碼格式，因此最常拿來和VP8做比較。
H.264的編碼技術包含專利（由MPEG-LA提供授權），而且在硬體上使用需要取得授權，VP8則不需要。即使有Google的背書，但VP8仍然很難避過所有的專利，其下場可能跟VC-1一樣。管理H.264专利池的MPEG LA声称有12家公司持有Google VP8的相關专利。美国MPEG LA表示：“建立VP8专利池的相关准备正在进行”。
2013年3月，Google與MPEG LA及11個專利持有者達成協議，讓Google取得VP8以及其之前的VPx等編碼所可能侵犯的專利授權，同時Google也可以無償再次授權相關專利給VP8的使用者，此協議同時適用於下一代VPx編碼。至此MPEG LA放棄成立VP8專利集中授權聯盟，VP8的使用者將可確定無償使用此編碼而無須擔心可能的專利侵權授權金的問題。
根據MSU Graphics & Media Lab在2011年5月的測試，VP8需要約213%的資料量，才能達到和H.264相同的影像品質
。
x264的開發者之一：Jason Garrett-Glaser，給了一些針對VP8的評論，他認為VP8目前並沒有实现真正的位元流規範，而且在一些編碼的技術上有所欠缺。